# Jenner Külbag
Jenner Külbag (* 27. September 1967 in Gölshausen) ist ein ehemaliger deutscher Fußballspieler.

## Karriere
Külbag stand beim Karlsruher SC unter Vertrag, als er in der Saison 1987/88 in der Bundesliga zu seinem Debüt kam. Unter Trainer Winfried Schäfer spielte er am 12. Spieltag bei der 0:1-Heimniederlage gegen den FC Bayern München von Beginn an. In den folgenden Spielzeiten kam er lediglich als Ergänzungsspieler zum Einsatz. Für den KSC absolvierte er fünf Spiele in der Bundesliga, verteilt auf vier Spielzeiten.